# Дам'ян Кордас
Даміан Кордас (пол. Damian Kordas, 22 травня 1993 Бжеґ) — польський шеф-кухар, ютубер та медіа-особистість. 

## Біографія
Двічі зазнавав невдач у відбіркових турах кулінарної програми TVN «MasterChef Polska». У 2015 році виграв фінал четвертого випуску програми, завоювавши титул «найкращий шеф-кухар у Польщі», чек вартістю 100 000 Злотих. 15 грудня 2015 року Burda Media Polska опублікувала власну кулінарну книгу під назвою «Мої смачні натхнення», що було додатковим призом за перемогу в програмі. Потім опублікував ще дві книги: «Ale ciacho» (2016) та «Superfood» (2017). 
З 2016 року веде кулінарну програму «Дам'ян Кордас смакує», яку публікує на своєму каналі YouTube. 
Виграв у розважальних програмах: «Агент — Зірки» (2019) та «Танці з зірками». (2019), в якій танцював з Янйою Лесар. Був співведучим гала-трансляції «Miss Supranational 2019» телеканалу Polsat. Також з’явився в рекламі олії — «Olej Wielkopolski» (2017). 
Страждає діабетом 1 типу з шестирічного віку. 

## Публікації
| Книги    |                        |              |                    |
| Рік      | Назва                  | Дата випуску | Видавництво        |
| 2015 рік | «Мої смачні натхнення» | 15.12.2015   | Burda Media Poland |
| 2016 рік | «Ale ciacho»           | 28.09.2016   | Burda Media Poland |
| 2017 рік | «Superfood»            | 26.04.2017   | Burda Media Poland |